# Летовский
Летовский — хутор во Фроловском районе Волгоградской области России. Входит в Ветютневское сельское поселение.

## География
Хутор находится в 24 км южнее хутора Ветютнев, это наиболее удалённый населённый пункт в Ветютневском сельском поселении.
Земля вокруг хутора не отличается плодородием.

## История
Хутор был основан казаками станицы Кременской среди песков на левом берегу Дона. Дата основания неизвестна.
По данным областной переписи 1873 года в хуторе находилось 95 дворов и 54 удалённых избы, не образующих дворов. Население хутора составляло 756 жителей (362 мужчины и 394 женщины). Отсутствие плодородных почв и удалённость полей привели к тому, что население хутора занималось бахчеводством, чему способствовали песчаные почвы, и скотоводством на пастбищах в пойме Дона. По данным той же переписи в хуторских хозяйствах насчитывалось 81 плуг, 187 лошадей, 246 пар волов, 855 голов прочего рогатого скота, 2185 овец.
Решением исполнительного комитета Волгоградского областного Совета народных депутатовu от 26 октября 1983 года № 30/674 «О включении хутора Грачи в состав города Фролово» Грачёвский сельсовет был упразднён, а хутор Летовский включён в состав Ветютневского сельсовета.

## Население
На 1 января 1936 года в хуторе имелось 47 хозяйств, проживал 141 человек, преобладающая национальность — русские.
По данным Всероссийской переписи населения на 9 октября 2002 года в хуторе проживало 16 человек (12 мужчин, 4 женщины), 87 % из которых отнесли себя к русским.
По данным Всероссийской переписи населения на 14 октября 2010 года в хуторе проживало 17 человек (10 мужчин, 7 женщин).

## Инфраструктура
К хутору проведено электричество.
В окрестностях — грибы, ягоды.